# Békési Gyula (tanár, 1871–1914)
Békési Gyula (Békés, 1871. augusztus 7. – Cegléd, 1914. augusztus 10.) állami főgimnáziumi tanár, műfordító. Békési Gyula (1847–1896) tanár, tankerületi főigazgató fia.

## Életútja
Békési Gyula református vallású gimnáziumi tanár és a római katolikus Nagy Leontin fiaként született. Az érettségi vizsgát Debrecenben tette le, majd ugyanott szerezte meg oklevelét latin-magyar szakon. 1900-tól 1914-ben bekövetkezett haláláig a ceglédi állami főgimnáziumnál működött tanárként és osztályfőnökként. 
Angolból fordított tárcáit különböző lapok közölték, többek között a Magyar Kultúra (1914) és a Magyar Hírlap (1914).

## Műfordításai
- Otthon a szülőföldön. Regény, írta Thomas Hardy. (Olcsó Könyvtár 1090/101. sz.) Budapest, 1898. (Pallagi Aladárral)
- Történetek az őserdőből. Rudyard Kipling után. Budapest, 1899. (Pallagi Gyula bevezetésével) Ism. Magyar Kritika, 3.: 1. sz. Uj kiadás Budapest, 1906. 3. kiadás, Budapest, [1928].
- Ujabb dsungel történetek. Írta Rudyard Kipling. (Magyar Könyvtár 541.) Budapest, [1909].